# 쳄피오나트 우크라이니 즈 푸트볼루 세레드 지노크
쳄피오나트 우크라이니 즈 푸트볼루 세레드 지노크(우크라이나어: Чемпіонат України з футболу серед жінок→우크라이나 여자 축구 선수권 대회)는 우크라이나의 가장 높은 여자 축구 리그이다. 1992년에 설립되었으며, 현재 10개 클럽이 참가한다. 우크라이나 축구 연맹이 주관하며, 하위 리그로는 쳄피오나트 우크라이니 즈 푸트볼루 세레드 지노크 페르샤 리하가 있다.

## 진행 방식
쳄피오나트 우크라이니 즈 푸트볼루 세레드 지노크는 홈 앤 어웨이 방식의 리그전으로 진행되며 한 팀당 18경기를 치른다. 쳄피오나트 우크라이니 즈 푸트볼루 세레드 지노크에서 가장 낮은 성적을 기록한 1개 팀은 쳄피오나트 우크라이니 즈 푸트볼루 세레드 지노크 페르샤 리하로 강등되고, 가장 높은 성적을 기록한 1개 팀은 UEFA 여자 챔피언스리그 예선 라운드에 진출한다.

## 2019-20 시즌 참가 팀
- WFC 지틀로부드 1 - 하르키우주 하르키우
- WFC 지틀로부드 2 - 하르키우주 하르키우
- FC 보스호드 - 헤르손주 올레슈키우스키구 스타라마야치카 마을
- FC 예드니스티 - 체르니히우주 플리스키 마을
- WFC 라도미르 - 볼린주 볼로디미르볼린스키
- FC 야트란 베레스티베츠 - 체르카시주 우만스키구
- FC EMS 포딜리야 - 빈니차주 빈니차
- WFC 마리우폴찬카 - 도네츠크주 마리우폴
- WFC 판테리 - 체르카시주 우만
- WFC 로디나 리체이 - 리우네주 코스토필